# Brevitas
Brevitas is een zeer bondige, beschrijvende tekst. De spreker of schrijver wil zo min mogelijk over het onderwerp uitweiden.
Daarbij worden wel twee types onderscheiden:
- de perspicua brevitas, waarin begrijpelijkheid voorop staat
- de obscura brevitas, waarin juist raadselachtigheid wordt nagestreefd, zoals bij emblemata

voorbeelden
- Nu ik.
- Wie rijdt er?
- Acht wacht.[1]